# Dragsmarks kyrka
Dragsmarks kyrka är en kyrkobyggnad sedan 2010 i Bokenäsets församling (tidigare i Dragsmarks församling) i Göteborgs stift. Den ligger i Dragsmark i Uddevalla kommun

## Tidigare kyrkor och Dragsmarks kloster
Det forna premonstratensklostret Dragsmarks kloster anlades på 1200-talet och då även en gotisk klosterkyrka. Klostret fungerade fram till reformationen. Ruiner fanns kvar ända fram till mitten av 1800-talet. År 1594 omnämns en liten träkyrka invid den då förfallna klosterkyrkan. Man vet att taket 1623-1624 var täckt med torv på näver. 1625 slog blixten ner och kyrkan förstördes av brand. Åren 1626-1627 uppfördes en ny kyrka, som stod fram till 1754.

## Kyrkobyggnaden
År 1754 påbörjades bygget av dagens träkyrka, där en del virke från den gamla återanvändes. Den invigdes den 1 januari 1756. Tornet tillkom först 1762. Byggmästare till både kyrka och torn var Johan Feigel från Göteborg. En sakristia uppfördes 1914 och 1925 förlängdes hela kyrkan åt öster med 4,5 meter vid restaureringen under ledning av Axel Forssén. Det befintliga koret flyttades österut. Ett rum inrättades 1980 under läktaren.

## Dekorationsmålningar
År 1776 bemålades hela inredningen av Johan Henric Dieden och han utförde även takmålningarna och 1800 målade han den tavla föreställande Jesu dop som hänger i koret. Dieden var känd i bygden, eftersom han tidigare hade målat Bokenäs kyrka. Vid en renovering på 1870-talet målades taket över med vit färg. Redan innan dess hade man bytt ut en stor del av takbrädorna, förmodligen på grund av skador. Det dröjde ända till 1988-1990 innan målningarna åter togs fram i samband med konserverings- och restaureringsarbeten av 1700-talets interiöra måleri. Då kompletterades även saknade brädor av konservatorn och konstnären Anders Darwall, som rekonstruerade motiven. Diedens original finns främst i kortaket över altaret längst i öster, där det finns en strålomgärdad oval med inskriften FIAT LVX (Varde ljus). Även en del av en avbildad Treenighet finns bevarad. Runt om scenerna finns en för Dieden typisk turkosblå himmel och gråblå moln med gula kanter.  

## Inventarier
- Altaruppsats och predikstol, båda tillverkade av Christen Snedker 1626, flyttades över från den gamla till den nya kyrkan.
- Dopfunten är tillverkad någon gång mellan 1756 och 1767, och ersatte då troligen en medeltida 1200-tals täljstensdopfunt, vars fot idag finns på SHM.
- Kyrkans nattvardskärl är från den medeltida klosterkyrkan.
- I tornet finns endast en klocka gjuten 1698.

### Orgel
Orgeln, som är tillverkad 1970 av John Grönvall Orgelbyggeri, har tio stämmor fördelade på två manualer och pedal. Fasaden härstammar emellertid från 1903 års orgel, byggd av Johannes Magnusson och instrumentet innehåller fyra stämmor från äldre orglar.

## Bilder

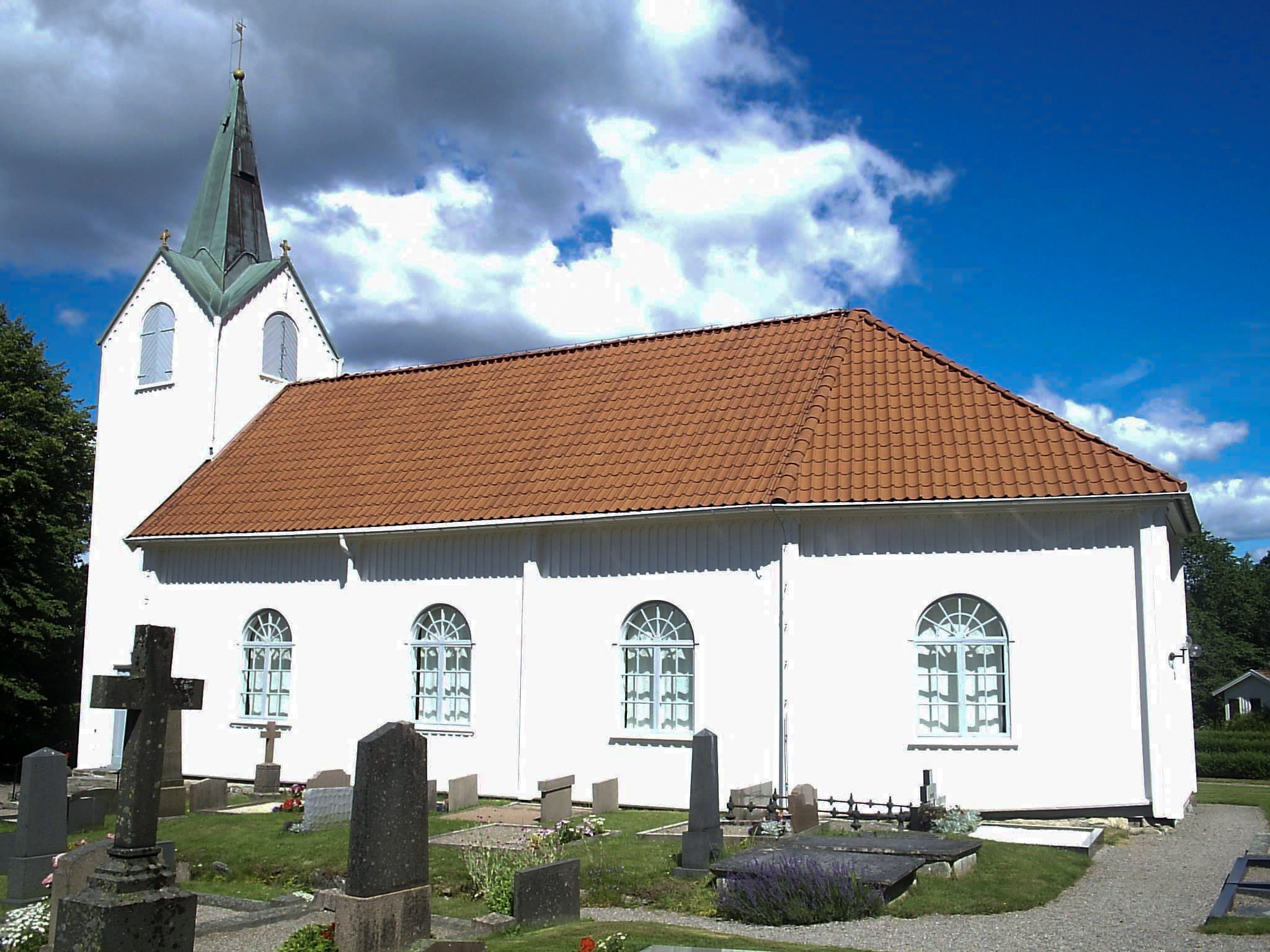
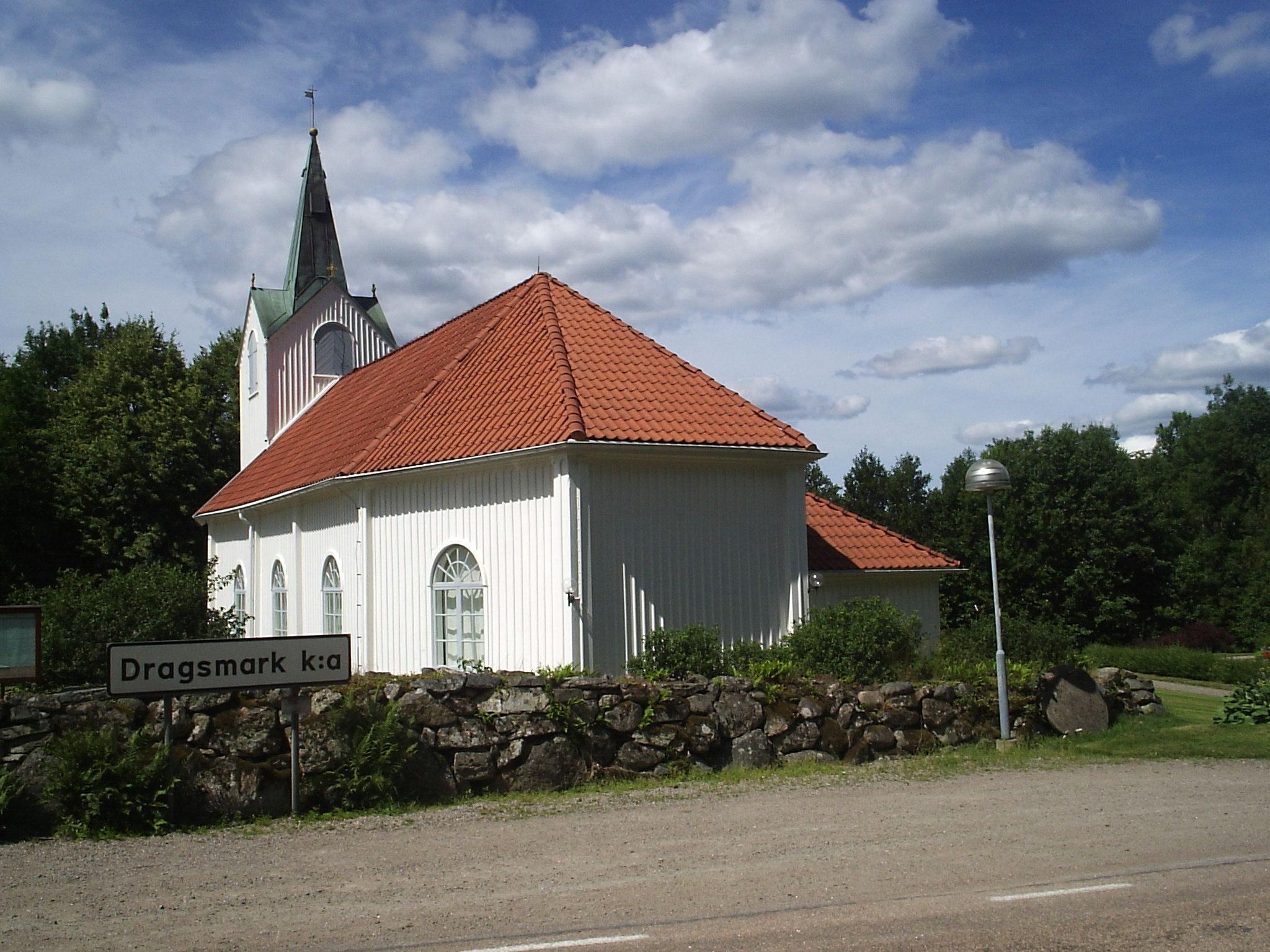
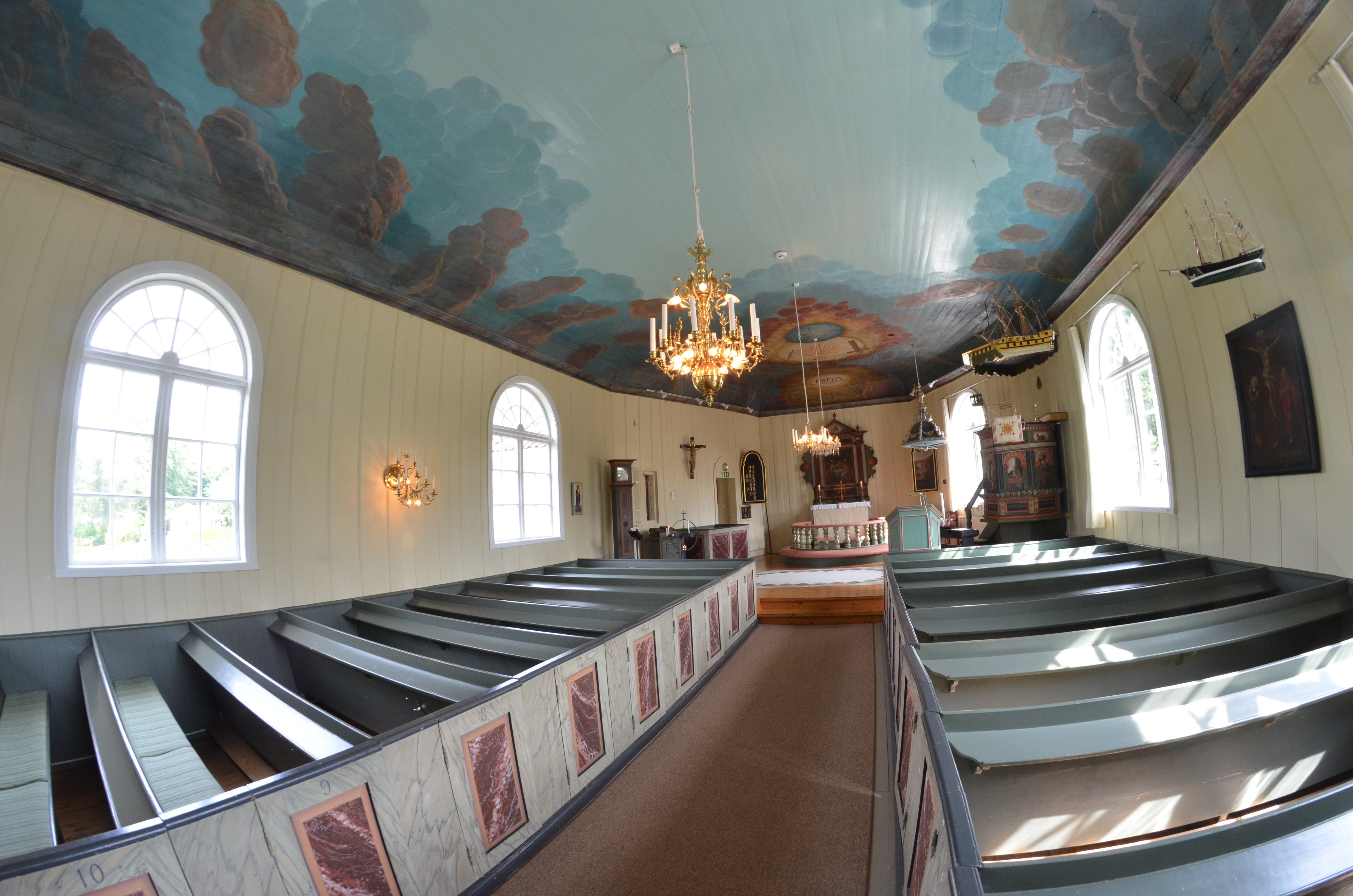